# Edifício Europa
O edifício Europa é a sede do Conselho Europeu e do Conselho da União Europeia, localizado na Rue de la Loi/Wetstraat no Bairro Europeu de Bruxelas, Bélgica. Sua característica marcante é a construção em forma de "lanterna" de vários andares que abriga as principais salas de reunião; uma representação da qual foi adotada tanto pelo Conselho Europeu quanto pelo Conselho da UE como seus emblemas oficiais.
O edifício Europa está situado no antigo local do parcialmente demolido e renovado Bloco A do Résidence Palace, um complexo de luxuosos blocos de apartamentos. Seu exterior combina a fachada Art Déco listada do edifício original dos anos 1920 com o design contemporâneo do arquiteto Philippe Samyn. O prédio é conectado por meio de duas passarelas aéreas e um túnel de serviço ao edifício Justus Lipsius adjacente, que fornece espaço adicional de escritório, salas de reunião e instalações para a imprensa.

## História

### Construção e uso anterior: o Palácio da Residência
Após o fim da Primeira Guerra Mundial, o empresário valão Lucien Kaisin, em colaboração com o arquiteto suíço-belga Michel Polak, propôs planos para um complexo de luxuosos blocos de apartamentos para a burguesia e aristocracia, o Palácio da Residência, a ser situado na borda do bairro Leopold de Bruxelas. Consistindo de cinco "Blocos" (A–E), deveria ser "uma pequena cidade dentro de uma cidade" capaz de fornecer aos seus residentes instalações no local, incluindo um teatro, uma piscina, bem como outros serviços comerciais como restaurantes e cabeleireiros. O Palácio da Residência visava abordar a dupla escassez de propriedades adequadas e trabalhadores domésticos para as classes superiores após a destruição causada durante a guerra. A pedra fundamental do edifício Art Déco foi lançada em 30 de maio de 1923, com os primeiros moradores mudando-se em 1927.
O desenvolvimento, no entanto, teve apenas um curto sucesso comercial. Em 1940, os inquilinos foram forçados a sair, pois o edifício foi requisitado como sede do exército alemão ocupante durante a Segunda Guerra Mundial. Em setembro de 1944, após a libertação de Bruxelas, o edifício foi assumido como sede para o Quartel General Supremo das Forças Expedicionárias Aliadas (SHAEF) e a Segunda Força Aérea Táctica da RAF. Após a guerra, em 1947, o governo belga comprou o complexo e usou o Bloco A (o edifício em forma de L no nordeste) para escritórios administrativos. No final da década de 1960, como parte do trabalho para modernizar a área durante a construção de uma linha de metrô subterrânea sob a Rue de la Loi/Wetstraat, uma nova fachada de alumínio foi construída, fechando o formato em L, sob a supervisão dos filhos de Michel Polak.

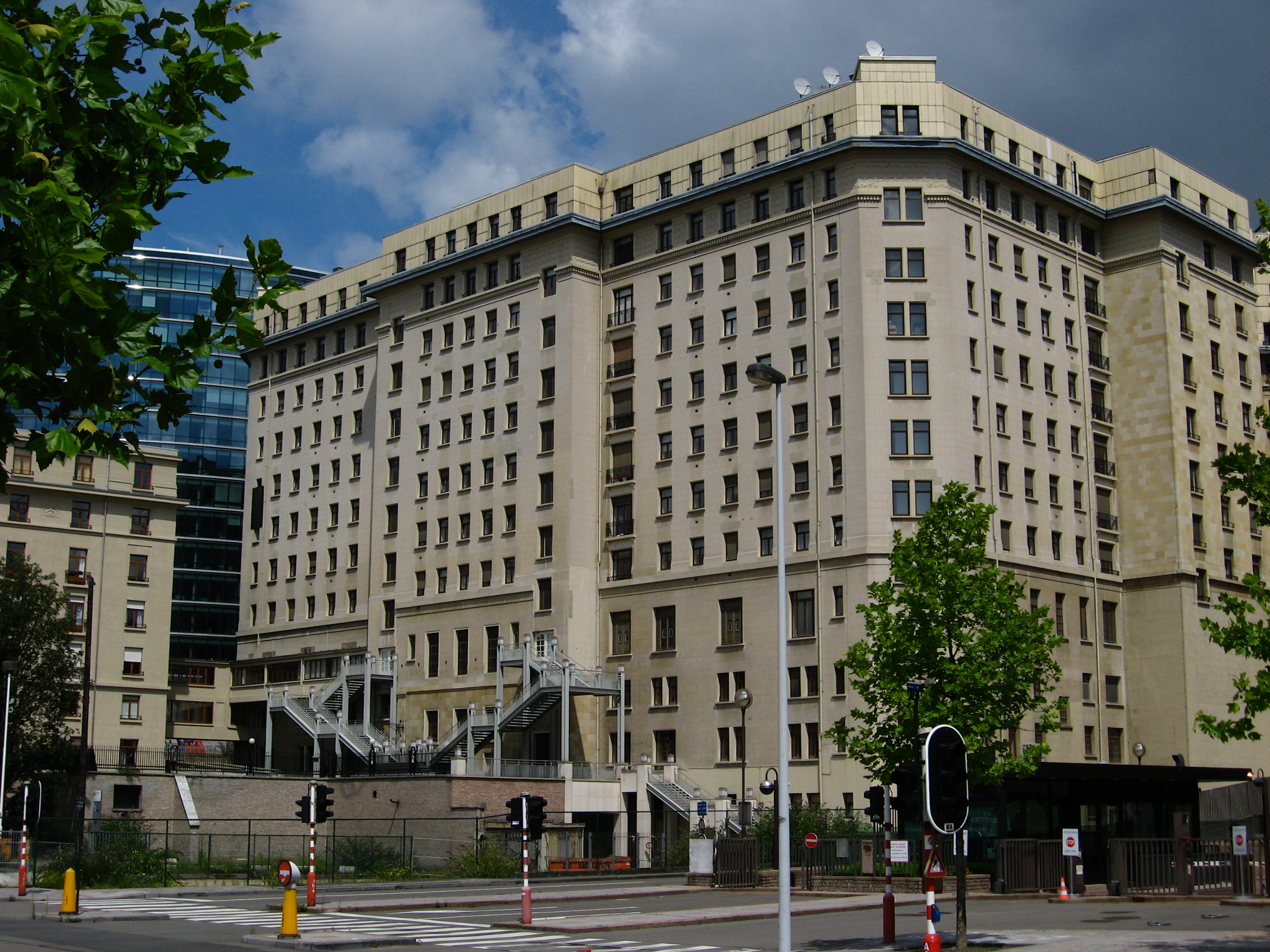
Palácio da Residência (Polak e Peeters, 1922–1927)
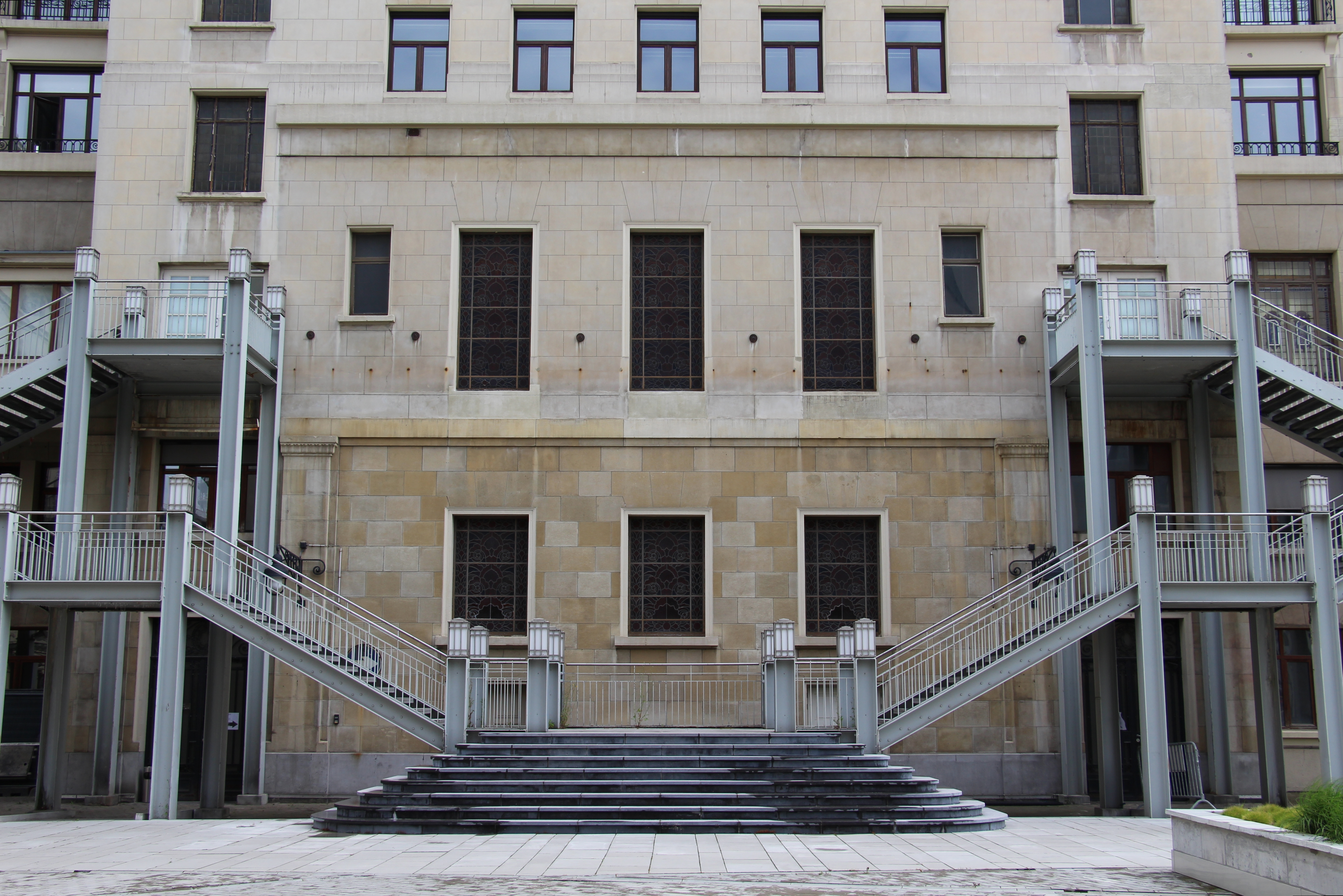
Escadaria do Palácio da Residência
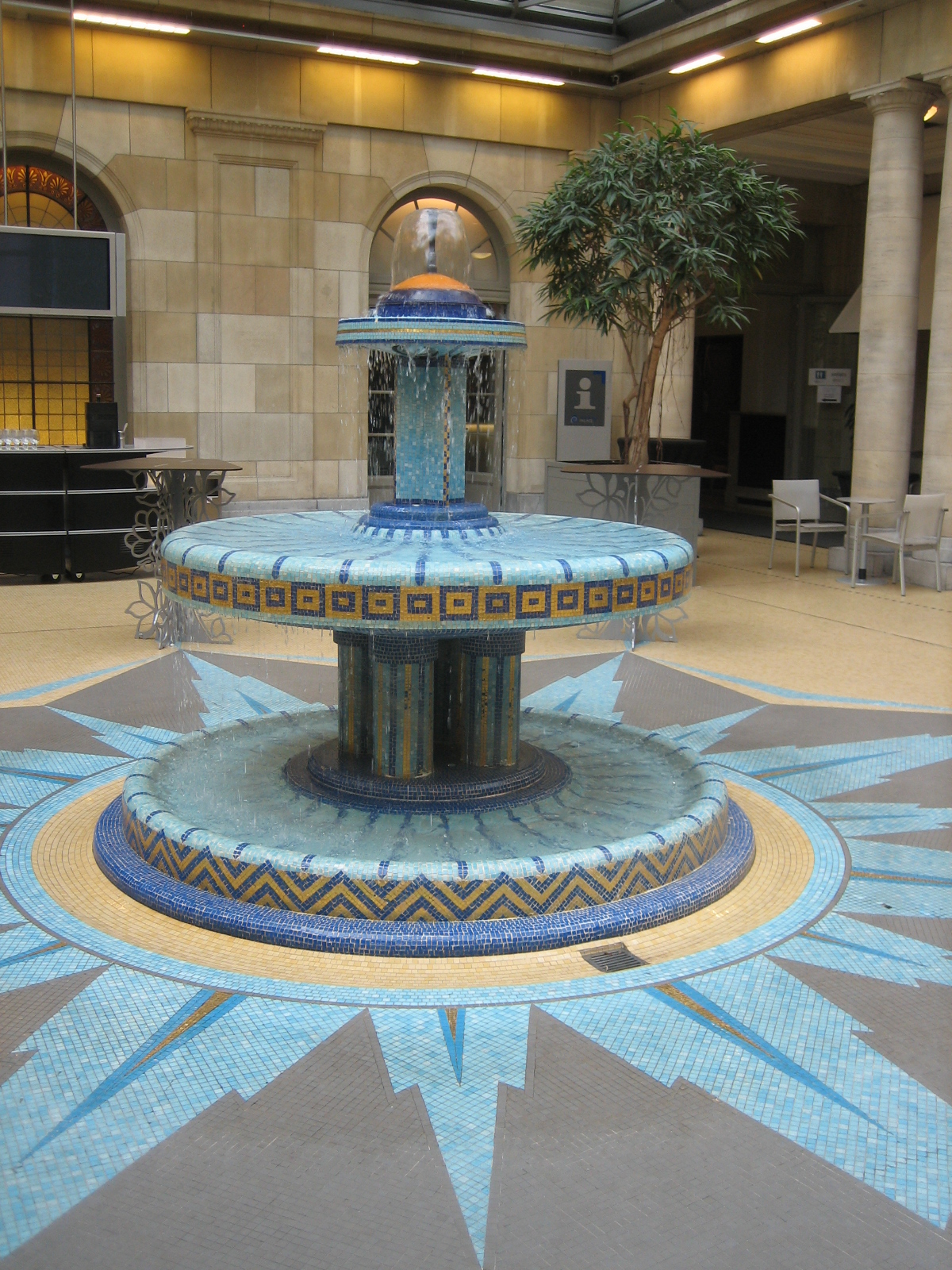
Fonte do Palácio da Residência

### Desenvolvimento do Bairro Europeu

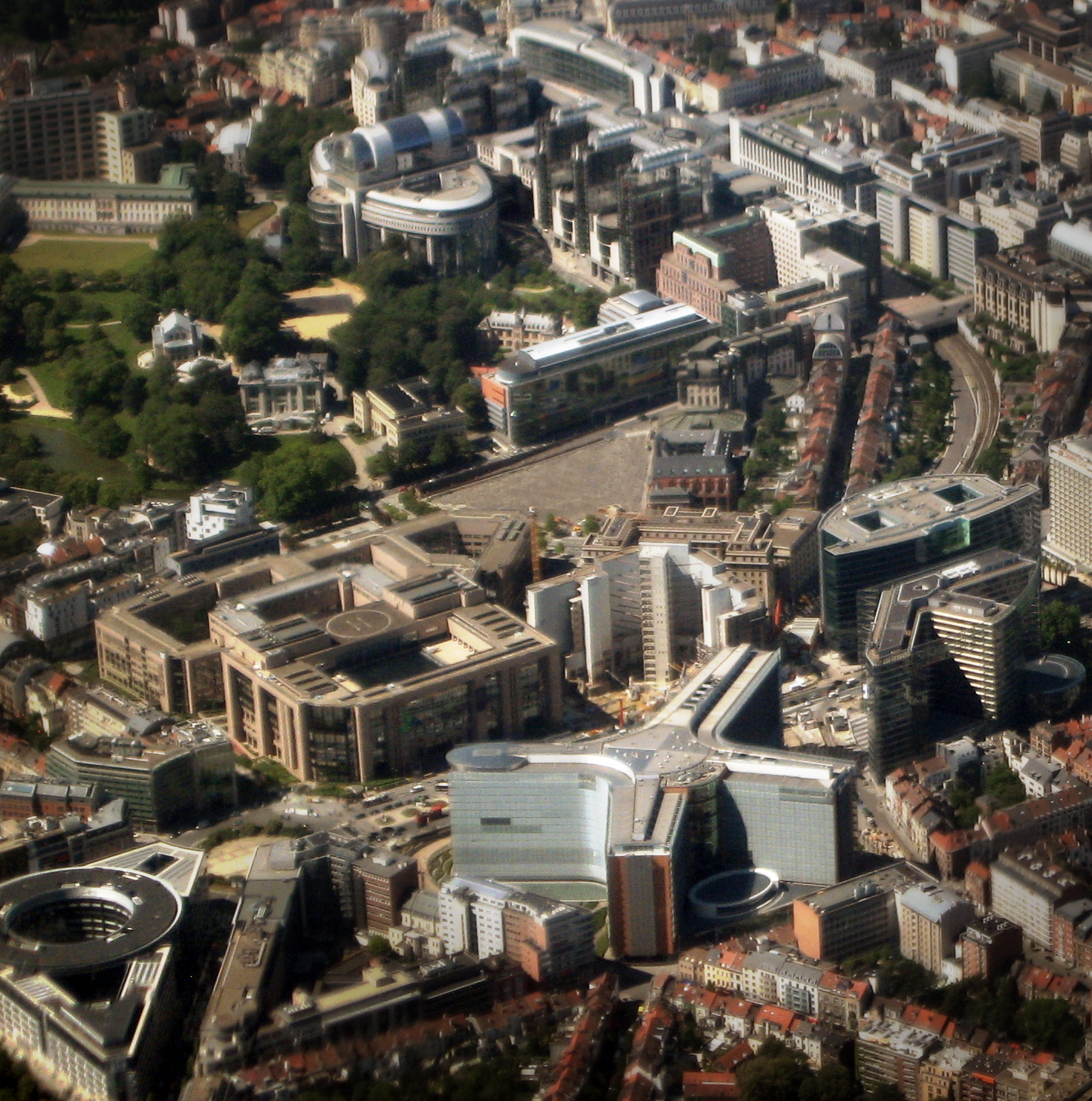
Vista aérea do Bairro Europeu, c. 2011

Com o desenvolvimento do Bairro Europeu em Bruxelas, os planejadores urbanos lutaram para encontrar espaço de escritório adequado para acomodar o crescente pessoal e as necessidades das instituições da União Europeia (UE) situadas em proximidade ao Palácio da Residência. Em 1988, a parte oriental do Palácio da Residência (Blocos D e E) foi demolida para dar lugar à construção do edifício Justus Lipsius como sede do Conselho da União Europeia.
Em 2002, o Conselho Europeu, a organização que reúne os Chefes de Estado/Governo da UE, também começou a usar o edifício Justus Lipsius como seu local em Bruxelas. Isso seguiu a implementação avançada de uma decisão pelos líderes europeus durante a ratificação do Tratado de Nice de fazê-lo na época em que o total de membros da UE ultrapassasse 18 estados membros. Antes disso, o local para as cúpulas do Conselho Europeu era no estado membro que detinha a Presidência rotativa do Conselho da União Europeia. A crescente presença da mídia internacional na área levou o governo belga a desenvolver os Blocos C e B como o local de seu novo Centro Internacional de Imprensa. Uma piscina e um teatro também foram mantidos.
No entanto, em 2004, os líderes decidiram que os problemas logísticos criados pelas instalações desatualizadas justificavam a construção de uma nova sede construída especificamente capaz de lidar com quase 6.000 reuniões, grupos de trabalho e cúpulas por ano. Isso apesar de várias renovações no edifício Justus Lipsius, incluindo a conversão de um estacionamento subterrâneo em salas de reunião adicionais. O governo belga propôs como solução a conversão do Bloco A do Palácio da Residência em uma nova sede permanente para ambas as instituições da UE. Pelo acordo, o local seria transferido do governo belga para o Secretariado do Conselho pelo preço simbólico de €1, com o Conselho assumindo os custos para o subsequente projeto de construção.

### Transformação do Bloco A no edifício Europa

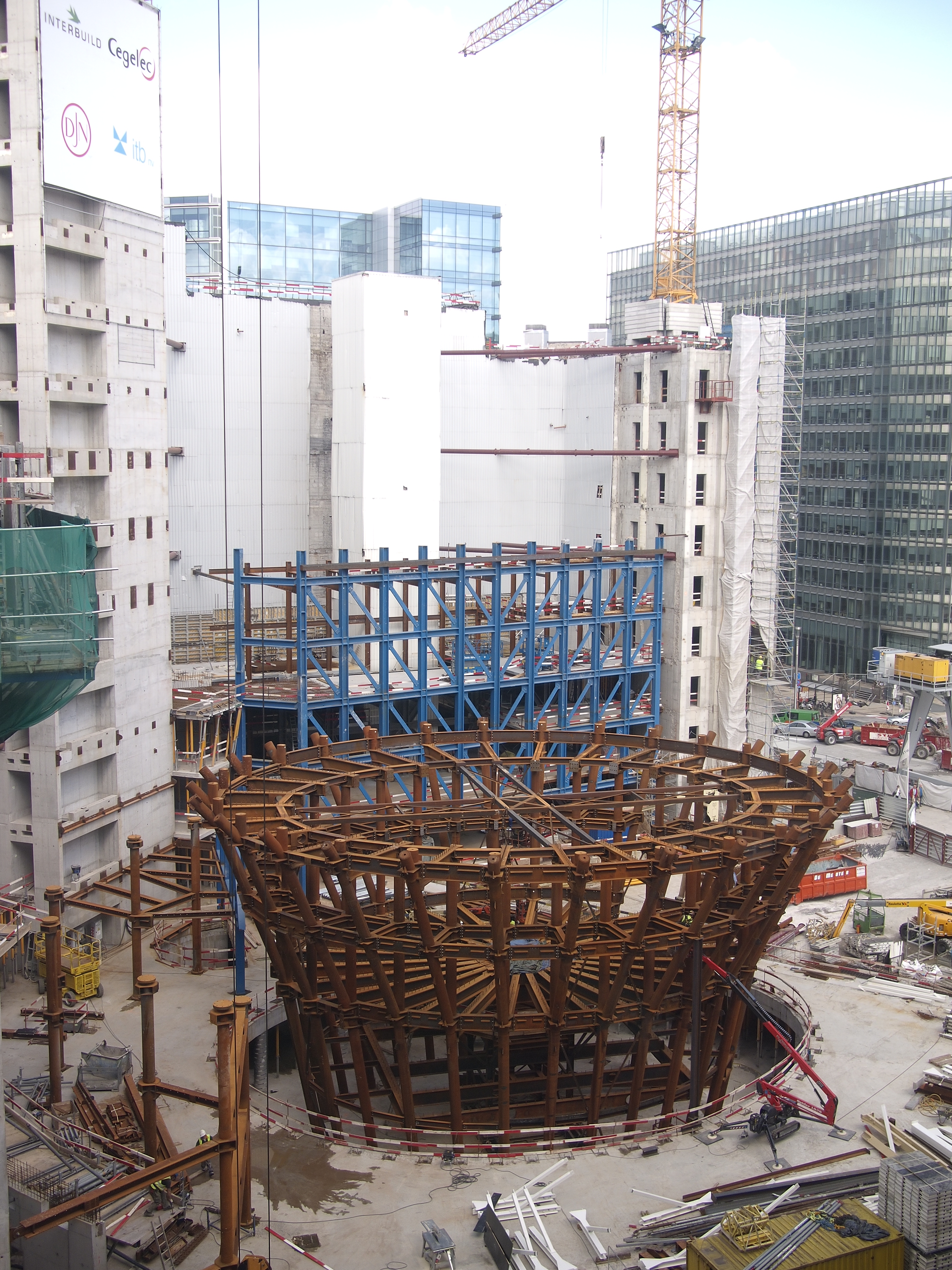
O edifício Europa em construção em 2012

Um concurso pan-europeu foi aberto para redesenhar o Bloco A do Palácio da Residência para atender às necessidades das instituições. Como as fachadas originais Art Deco do edifício Palácio da Residência foram listadas como monumentos históricos, as regras do concurso estipulavam que estas deveriam ser mantidas. Em 2005, foi anunciado que uma equipe envolvendo o arquiteto Philippe Samyn e Parceiros (arquitetos e engenheiros), líder e parceiro de design, em colaboração com o Studio Valle Progettazioni (arquitetos) e Buro Happold (engenheiros) havia conseguido apresentar o projeto vencedor.
O design para o que viria a ser mais tarde nomeado o edifício Europa, envolvia a demolição da extensão dos anos 1960 e a construção de um grande átrio cúbico de vidro conectando as duas alas renovadas do edifício original em forma de L dos anos 1920. Dentro do átrio seria construída uma estrutura em forma de "lanterna" que abrigaria as principais salas de reunião onde as delegações da UE ao Conselho Europeu e ao Conselho da UE se reuniriam. Devido ao desejo dos líderes da UE de que o edifício fosse ambientalmente amigável, o design foi adaptado para incluir painéis solares no telhado e reciclar água da chuva.
Os trabalhos de construção no edifício Europa começaram em 2007, com o edifício originalmente planejado para ser concluído e inaugurado em 2012. No entanto, devido a contratempos e modificações no design após a evolução das necessidades do Conselho Europeu como instituição durante as reformas do Tratado de Lisboa, o edifício foi concluído em dezembro de 2016. Philippe Samyn e Studio Valle Progettazioni receberam elogios mundiais pelo design inteligente. No entanto, em 2019, surgiu que o edifício havia sido construído com trabalho não remunerado e mão de obra ilegal de trabalhadores principalmente búlgaros.

## Características
Uma característica marcante do edifício Europa é o uso de composições de cores marcantes projetadas pelo pintor Georges Meurant. O arquiteto principal, Philippe Samyn, desejava romper com a "uniformidade" visual dos outros edifícios da UE, acreditando que a UE "não era bem servida por sua bandeira azul com suas 12 estrelas". Além disso, ele acreditava que essa era "uma imagem muito branda das múltiplas constelações institucionais, sociais e culturais que estruturam a consciência europeia". Inspirado pela ousadia da bandeira "código de barras" de 2002 do arquiteto holandês Rem Koolhaas, Samyn contratou Meurant para refletir os símbolos heráldicos nacionais e as bandeiras dos 28 estados membros em suas diversas proporções e cores. Os desenhos em grade policromática ortogonal de Meurant aparecem sobre tetos em salas de reunião, portas, pisos de carpete em salas de conferências, assim como nos corredores, sala de imprensa, instalações de serviços de alimentação e elevadores. Samyn e Meurant viram isso como uma maneira de não apenas trazer mais luz e uma atmosfera mais acolhedora para o edifício, e especialmente nas salas de reunião, que por razões de segurança tinham que permanecer sem janelas, mas também de criar uma mensagem visual de "esforço criativo permanente e debate político", adequada a uma União diversa e poliglota.

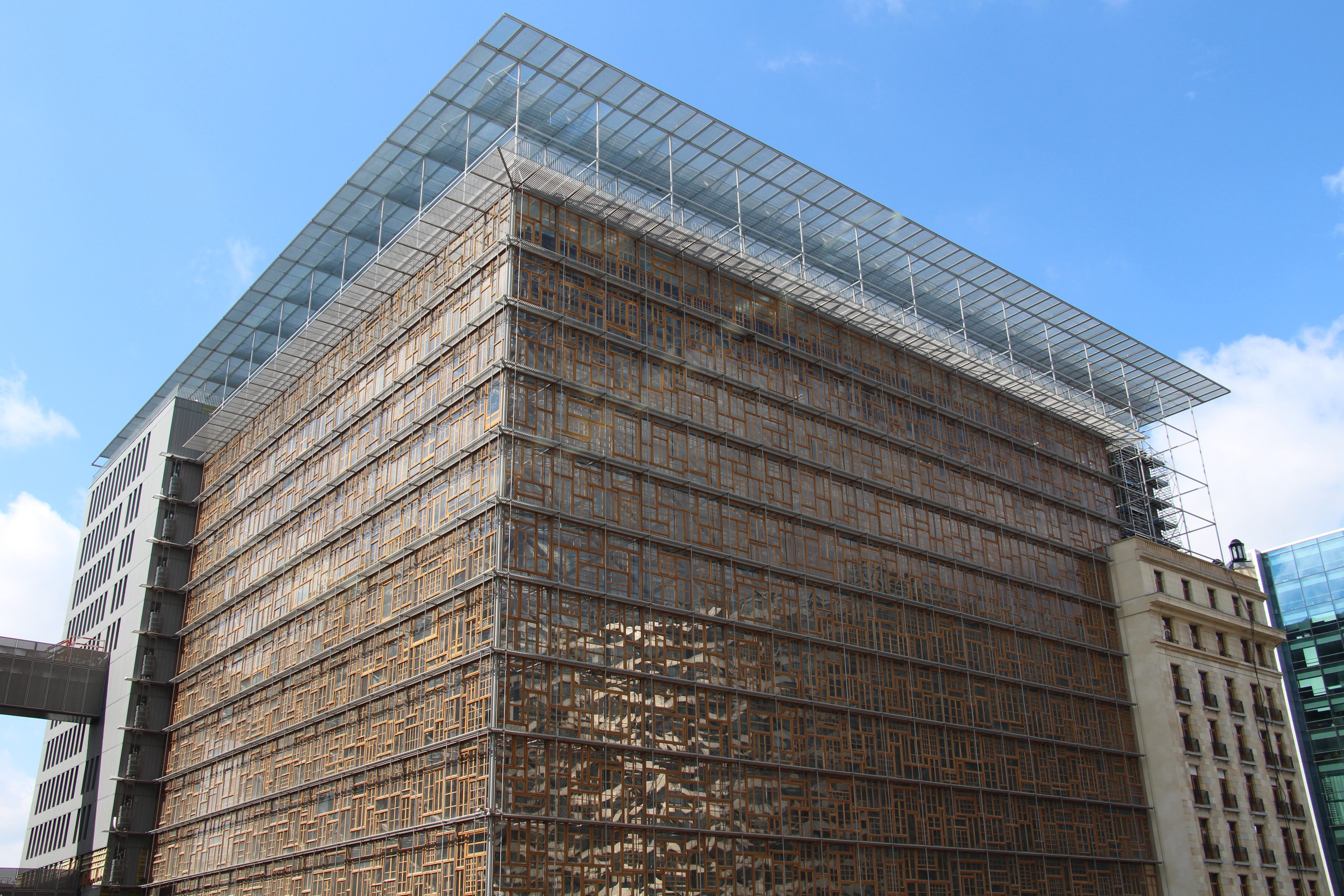
Vista externa do edifício Europa antes de sua conclusão
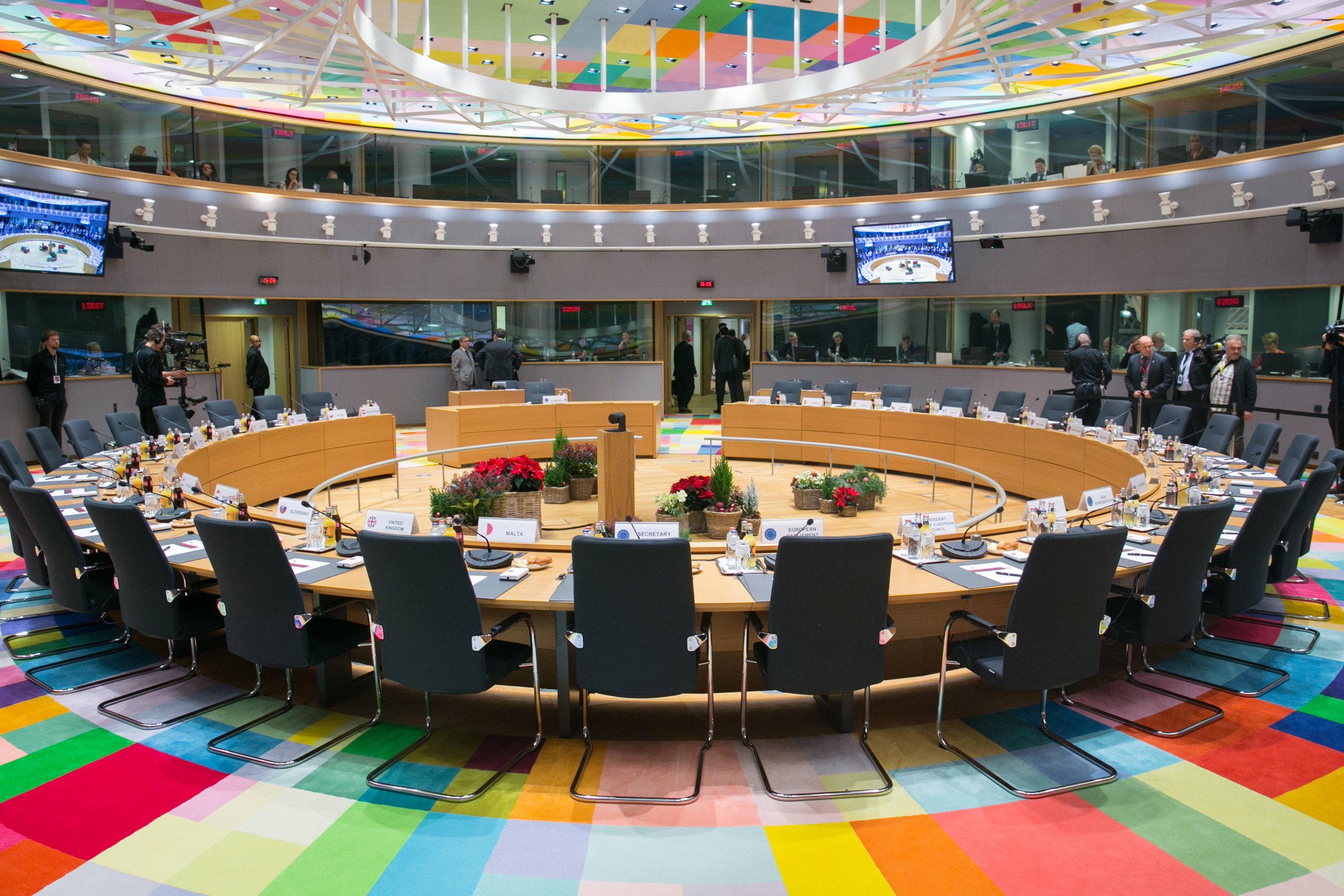
Sala de reuniões principal apresentando composições de cores projetadas por Georges Meurant
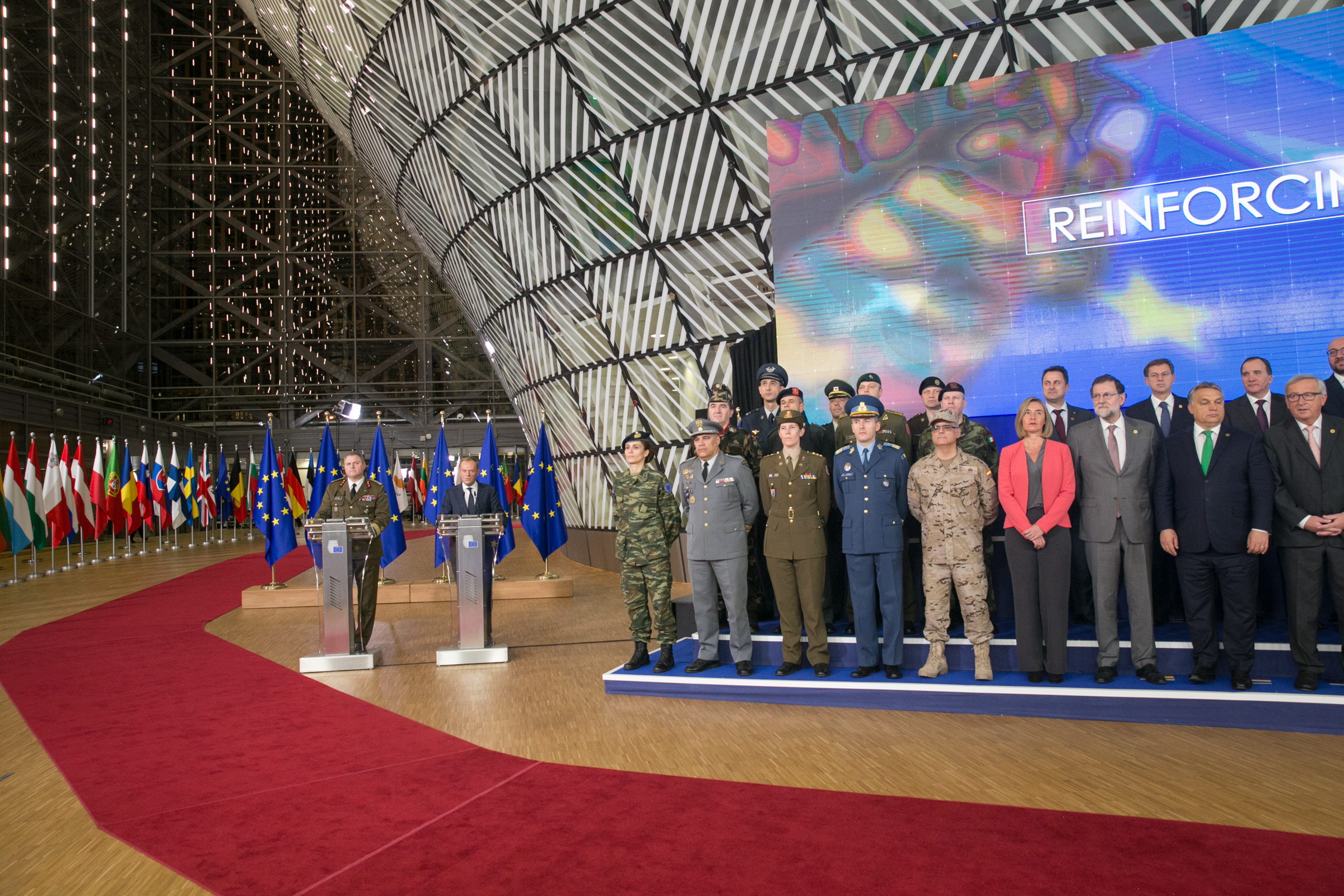
Vista interna do grande átrio de entrada mostrando a estrutura em forma de "lanterna"